# Borszczówka (obwód rówieński)
Borszczówka (ukr. Борщівка) – wieś na Ukrainie, w obwodzie rówieńskim, w rejonie rówieńskim, w hromadzie Mała Lubasza. W 2001 liczyła 791 mieszkańców.
W okresie międzywojennym wieś znajdowała się w granicach II RP, wchodząc w skład gminy Kostopol w powiecie kostopolskim, w województwie wołyńskim.

## Urodzeni
- Benedykt Aleksijczuk